# William Ruff
William Ruff (ur. 30 stycznia 1883, zm. 15 lutego 1928) – brytyjski zapaśnik walczący w stylu klasycznym. Dwukrotny olimpijczyk. Zajął siedemnaste miejsce w Londynie 1908 i 29. w Sztokholmie 1912. Walczył w wadze lekkiej.

## Letnie Igrzyska Olimpijskie 1908
| Konkurencja            | Rundy eliminacyjne   | Klas. końcowa |
| Konkurencja            | Przeciwnik I         | Miejsce       |
| ---------------------- | -------------------- | ------------- |
| 66,6 kg styl klasyczny | Ödön Radvány (HUN) P | 17.           |

## Letnie Igrzyska Olimpijskie 1912
| Konkurencja            | Rundy eliminacyjne | Rundy eliminacyjne         | Klas. końcowa |
| Konkurencja            | Przeciwnik I       | Przeciwnik II              | Miejsce       |
| ---------------------- | ------------------ | -------------------------- | ------------- |
| 67,5 kg styl klasyczny | Jan Balej (CZE) P  | Richard Frydenlund (NOR) P | 29.           |